# دانشگاه آمریکایی ارمنستان
دانشگاه آمریکایی ارمنستان (به انگلیسی: American University of Armenia)، یک دانشگاه خصوصی و مستقل آمریکایی است که در سال ۱۹۹۱ میلادی در ایروان در ارمنستان تأسیس شد.
این دانشگاه ۲۶۸ دانشجو دارد، و دروس دانشگاهی در این دانشگاه به زبان‌های انگلیسی تدریس می‌شوند. دانشگاه آمریکایی ارمنستان نخستین نهاد آموزش عالی ارمنستان است که بر پایهٔ الگوی غربی شکل گرفته‌است.
ایدهٔ تأسیس این دانشگاه به دوران پس از زمین‌لرزه ۱۹۸۸ ارمنستان برمی‌گردد.